# Ardico Magnini
Ardico Magnini (Pistoia, 1928. október 21. – Firenze, 2020. július 3.) olasz válogatott labdarúgó, később rövid ideig edző.

## Pályafutása
Karrierjét szülővárosa csapatában, a Pistoiesében kezdte, ahol az ifjúsági évek után tizenkilenc évesen került fel az első csapatba. Első meccseit a másodosztály 1947–48-as szezonjában játszotta.
1950-ben kezdődött karrierje legsikeresebb időszaka, ekkor szerződtette ugyanis a Fiorentina. Első meccsét a „violáknál” 1951. január 21-én játszotta a Napoli ellen, a szezon végén, az Udinese ellen pedig első bajnoki gólját is megszerezte. Bár eleinte szélsőként szerepelt, azonban a vezetőedző Luigi Ferrero hathatós munkájának köszönhetően az 1952–53-as szezontól kezdődően kiváló hátvéd lett belőle. Részese volt a Fiorentina első bajnoki címének (1955–56), valamint az itt töltött időszak alatt került be a válogatottba is, ahol összesen húsz találkozón lépett pályára, közte az 1954-es világbajnokságon.
Pályafutása vége felé még játszott két évet Genovában, utolsó csapata pedig egy szezon erejéig az AC Prato volt.
Játékos pályafutása befejezése után három rövid időszakra a Pistoiese edzője is volt.

## Sikerei, díjai
- Olasz bajnok: 
  - 1955–56
- Grasshoppers-kupa: 
  - 1957